# Баранова, Любовь Владимировна
Любо́вь Влади́мировна Бара́нова (в девичестве — Ватина, затем — Ко́зырева; 27 августа 1929, посёлок Бугры, Ленинградская область — 22 июня 2015) — советская лыжница, олимпийская чемпионка, 4-кратная чемпионка мира, 16-кратная чемпионка СССР. Заслуженный мастер спорта СССР (1954). Первая в истории СССР чемпионка зимних Олимпийских игр.

## Биография
Окончила ГДОИФК 1958, преподаватель. Выступала за «Буревестник» и «Искру» в 1950—1956 (оба — Ленинград), «Буревестник» (Москва) в 1957—1962. Член КПСС с 1976 года.
28 января 1956 года 26-летняя Любовь Козырева выиграла золото на дистанции 10 км на Олимпийских играх в Кортине-д’Ампеццо, опередив на 5 сек Радью Ерошину и на 12 сек Соню Эдстрём. Это была первая в истории золотая медаль советских спортсменов на зимних Олимпийских играх и первая медаль женщин. Чуть позже в тот же день золото выиграл конькобежец Евгений Гришин. Первую медаль принёс СССР 27 января лыжник Павел Колчин, занявший третье место на дистанции 30 км.
В марте 2007 года была избрана олимпийским послом зимней Олимпиады-2014 в Сочи.
Скончалась в Москве на 86-м году жизни 22 июня 2015 года. Похоронена на Востряковском кладбище.

## Достижения
- Чемпионка зимней Олимпиады 1956 в гонке на 10 км
- Серебряный призёр зимней Олимпиады 1956 в эстафете 3х5 км
- Серебряный призёр зимней Олимпиады 1960 в гонке на 10 км и в эстафете 3х5 км
- Чемпионка мира 1954 в гонке на 10 км и в эстафете 3х5 км
- Чемпионка мира 1956 в гонке на 10 км.(Олимпийские игры 1956 г.)
- Чемпионка мира 1958 в эстафете 3х5 км
- Чемпионка мира 1962 в эстафете 3х5 км
- Серебряный призёр чемпионата мира 1956 в эстафете 3x5.(Олимпийские игры 1956 г.)
- Серебряный призёр чемпионата мира 1958 в гонке на 10 км
- Серебряный призёр чемпионата мира 1962 в гонке на 5 км
- Победительница Холменколленских игр 1955 в гонке на 10 км
- Чемпионка СССР 1953, 1954, 1955 в гонке на 5 км
- Чемпионка СССР 1951, 1952, 1953, 1956, 1958 в гонке на 10 км
- Чемпионка СССР 1950, 1951, 1952, 1953, 1955, 1956, 1957, 1958 в эстафете 4х5 км

## Награды
- орден Ленина (27.04.1957) — «за успехи, достигнутые в деле развития массового физкультурного движения в стране, повышения мастерства советских спортсменов, и успешное выступление на международных соревнованиях»
- Медаль «За трудовую доблесть» (16.09.1960) — за успешные выступления в XVII летних и VIII зимних Олимпийских играх 1960 года, а также за выдающиеся спортивные достижения[5]
- Почётный знак «За заслуги в развитии лыжных гонок в России» (2014)